# Iberolacerta bonnali
Iberolacerta bonnali är en ödleart som beskrevs av  Lantz 1927. Iberolacerta bonnali ingår i släktet Iberolacerta och familjen lacertider. Inga underarter finns listade i Catalogue of Life. Artepitet i det vetenskapliga namnet hedrar adelsmannen M. le Comte de Bonnal som ägde grunden där typexemplaret hittades.
Denna ödla förekommer i Pyrenéerna i Frankrike och Spanien. Den vistas mellan 1580 och 3050 meter över havet. Arten lever i klippiga regioner med gräs eller med annan låg växtlighet. I området varierar temperaturen mellan -10 °C under vintern och 20/25 °C under sommaren. Under 6 månader stannar exemplaren i gömstället. Iberolacerta bonnali är främst aktiv på morgonen.
Mellan juni och juli lägger honor 2 till 4 ägg. Ibland förstöras upp till 25 procent av äggen av parasitiska flugor. Individerna blir efter 4 till 5 år könsmogna.
Beståndet hotas främst av global uppvärmning och i viss mån av landskapsförändringar. IUCN kategoriserar arten globalt som nära hotad.